# 小核衣菌目
小核衣菌目（学名：Pyrenulales）为散囊菌纲的一目真菌。

## 下属分类
- 小核衣菌科 Pyrenulaceae
- Requienellaceae
- Not assigned

小核衣菌目下未指定科的属：
- Porothelium
- Rhaphidicyrtis
- Xenus